# Premio César per il miglior documentario
Il premio César per il miglior documentario (César du meilleur film documentaire) è un premio cinematografico francese assegnato annualmente dall'Académie des arts et techniques du cinéma a partire dal 2007.
Già in precedenza, nell'edizione del 1995, era stato assegnato un César per il miglior documentario (Meilleur film à caractère documentaire), ma non aveva avuto seguito.

## Albo d'oro
I vincitori sono indicati in grassetto, a seguire gli altri candidati.

### Anni 1990-1999
- 1995: Délits flagrants, regia di Raymond Depardon
  - Bosna!, regia di Bernard-Henri Lévy
  - Montand, regia di Jean Labib
  - Tsahal, regia di Claude Lanzmann
  - Tzedek - les justes, regia di Marek Hafter
  - Veillées d'armes, regia di Marcel Ophüls
  - La véritable histoire d'Artaud le momo, regia di Gérard Mordillat e Jérôme Prieur

### Anni 2000-2009
- 2007: Dans la peau de Jacques Chirac, regia di Karl Zero e Michel Royer
  - La Fille du juge, regia di William Karel
  - Ici Najac, à vous la terre, regia di Jean-Henri Meunier
  - Là-bas, regia di Chantal Akerman
  - Zidane - Un ritratto del XXI secolo (Zidane, un portrait du 21e siècle), regia di Philippe Parreno e Douglas Gordon
- 2008: L'avvocato del terrore (L'Avocat de la terreur), regia di Barbet Schroeder
  - Animals in Love (Les animaux amoureux), regia di Laurent Charbonnier
  - Les Lip - L'imagination au pouvoir, regia di Christian Rouaud
  - Il primo respiro (Le Premier Cri), regia di Gilles de Maistre
  - Retour en Normandie, regia di Nicolas Philibert
- 2009: Les plages d'Agnès, regia di Agnès Varda
  - Elle s'appelle Sabine, regia di Sandrine Bonnaire
  - J'irai dormir à Hollywood, regia di Antoine de Maximy
  - Tabarly, regia di Pierre Marcel
  - La vie moderne, regia di Raymond Depardon

### Anni 2010-2019
- 2010: L'Enfer d'Henri-Georges Clouzot, regia di Serge Bromberg e Ruxandra Medrea
  - La Danse, regia di Frederick Wiseman
  - Himalaya, le chemin du ciel, regia di Marianne Chaud
  - Home, regia di Yann Arthus-Bertrand
  - Ne me libérez pas je m'en charge, regia di Fabienne Godet
- 2011: La vita negli oceani (Océans), regia di Jacques Perrin e Jacques Cluzaud
  - Benda Bilili!, regia di Florent de la Tullaye e Renaud Barret
  - Cleveland contre Wall Street, regia di Jean-Stéphane Bron
  - Entre nos mains, regia di Mariana Otero
  - Yves Saint Laurent - Pierre Bergé, l'amour fou, regia di Pierre Thoretton
- 2012: Tous au Larzac, regia di Christian Rouaud
  - Le bal des menteurs, regia di Daniel Leconte
  - Crazy Horse, regia di Frederick Wiseman
  - Ici on noie les Algériens, regia di Yasmina Adi
  - Michel Petrucciani - Body & Soul, regia di Michael Radford
- 2013: Les invisibles, regia di Sébastien Lifshitz
  - Bovines ou la vraie vie des vaches, regia di Emmanuel Gras
  - Duch, le maître des forges, regia di Rithy Panh
  - Journal de France, regia di Claudine Nougaret e Raymond Depardon
  - Les nouveaux chiens de garde, regia di Gilles Balbastre e Yannick Kergoat
- 2014: Vado a scuola (Sur le chemin de l'école), regia di Pascal Plisson
  - Comment j'ai détesté les maths, regia di Olivier Peyon
  - L'ultimo degli ingiusti (Le Dernier des injustes), regia di Claude Lanzmann
  - Il était une forêt, regia di Luc Jacquet
  - La Maison de la radio, regia di Nicolas Philibert

- 2015: Il sale della terra (The Salt of the Earth), regia di Wim Wenders e Juliano Ribeiro Salgado
  - Caricaturistes, fantassins de la démocratie, regia di Stéphanie Valloatto
  - Les Chèvres de ma mère, regia di Sophie Audier
  - La Cour de Babel, regia di Julie Bertuccelli
  - National Gallery, regia di Frederick Wiseman

- 2016: Domani (Demain), regia di Cyril Dion e Mélanie Laurent
  - La memoria dell'acqua (El botón de nácar), regia di Patricio Guzmán
  - Cavanna jusqu'à l'ultime seconde, j’écrirai, regia di Denis Robert e Nina Robert
  - The Missing Picture (L'Image manquante), regia di Rithy Panh
  - Une jeunesse allemande, regia di Jean-Gabriel Périot

- 2017: Merci Patron !, regia di François Ruffin
  - Dernières nouvelles du cosmos, regia di Julie Bertuccelli
  - Fuocoammare, regia di Gianfranco Rosi
  - Swagger, regia di Olivier Babinet
  - Voyage à travers le cinéma français, regia di Bertrand Tavernier

- 2018: I Am Not Your Negro, regia di Raoul Peck
  - 12 jours, regia di Raymond Depardon
  - À voix haute : La Force de la parole, regia di Stéphane de Freitas
  - Carré 35 d'Éric Caravaca
  - Visages villages, regia di Agnès Varda e JR

- 2019: Ni juge, ni soumise, regia di Jean Libon e Yves Hinant
  - America, regia di Claus Drexel
  - De chaque instant, regia di Nicolas Philibert
  - Le Grand Bal, regia di Laetitia Carton
  - Le procès contre Mandela et les autres, regia di Nicolas Champeaux e Gilles Porte

### Anni 2020-2029
- 2020: M, regia di Yolande Zauberman
  - 68, mon père et les clous, regia di Samuel Bigiaoui
  - La cordigliera dei sogni (La cordillera de los sueños), regia di Patricio Guzmán
  - Lourdes, regia di Thierry Demaizière e Alban Teurlai
  - Wonder Boy: Olivier Rousteing (Wonder boy Olivier Rousteing, né sous X), regia di Anissa Bonnefont
- 2021: Adolescentes, regia di Sébastien Lifshitz
  - La Cravate, regia di Etienne Chaillou e Mathias Théry
  - Cyrille, agriculteur, 30 ans, 20 vaches, du lait, du beurre, des dettes, regia di Rodolphe Marconi
  - Histoire d'un regard, regia di Mariana Otero
  - Un pays qui se tient sage, regia di David Dufresne
- 2022: La pantera delle nevi (La Panthère des neiges), regia di Marie Amiguet e Vincent Munier
  - Animal, regia di Cyril Dion
  - Bigger Than Us, regia di Flore Vasseur
  - Debout les femmes!, regia di Gilles Perret et François Ruffin
  - Indes galantes, regia di Philippe Béziat
- 2023: Retour à Reims, regia di Jean-Gabriel Périot
  - Allons enfants, regia di Thierry Demaizière e Alban Teurlai
  - Annie Ernaux - I miei anni Super 8 (Les Années Super 8), regia di Annie Ernaux e David Ernaux-Briot
  - Jane by Charlotte (Jane par Charlotte), regia di Charlotte Gainsbourg
  - La quercia e i suoi abitanti (Le Chêne), regia di Laurent Charbonnier e Michel Seydoux
- 2024: Quattro figlie, regia di Kaouther Ben Hania
  - Atlantic Bar, regia di Fanny Molins
  - Little Girl Blue, regia di Mona Achache
  - Notre Corps, regia di Claire Simon
  - Sull'Adamant - Dove l'impossibile diventa possibile (Sur l'Adamant), regia di Nicolas Philibert
- 2025: La Ferme des Bertrand, regia di Gilles Perret
  - La Belle de Gaza, regia di Yolande Zauberman
  - Bye Bye Ṭabariyya, regia di Lina Soualem
  - Dahomey, regia di Mati Diop
  - Ernest Cole: Lost and Found, regia di Raoul Peck
  - Madame Hofmann, regia di Sébastien Lifshitz